# Neuromarketing
Neuromarketing-ul este un domeniu în curs de dezvoltare ce studiază răspunsurile consumatorilor la stimulii de marketing utilizând tehnici de neuroimagistică cum ar fi rezonanța magnetică nucleară, electroencefalografia sau magnetoencefalografia. Astfel, este măsurată activitatea cerebrală din anumite arii ale creierului pentru a investiga modul în care consumatorii iau decizii și legătura dintre procesul decizional și ariile creierului uman.

## Concept
Prof. Ale Smidts a folosit pentru prima dată termenul de ”Neuromarketing” în 2002. Termenul în sine se bazează pe “doctrina neuronului”, o teorie din secolul al XIX-lea conform căreia aceste celule specializate formează mecanismele primare ale gândului, în ciuda faptului că neuronii constituie doar 10% din creier.
Această nouă știință, neuromarketing-ul, utilizează investigațiile imagistice ale creierului și psihologia clinică pentru a descoperi ce gândesc și ce simt oamenii când privesc printuri publicitare, sunt expuși la mesaje ale diverselor branduri, vizionează publicitate la TV, sunt la cumpărături, navighează pe internet, joacă jocuri video sau sunt antrenați în diverse activități.

## Coca Cola versus Pepsi
Un studiu cunoscut în domeniu a fost realizat în 2003 și publicat în 2004 de către Read Montague, Profesor la Baylor College of Medicine. În cadrul experimentului, un grup de persoane a băut Coca Cola sau Pepsi în timp ce creierele le erau scanate cu ajutorul unui RMN funcțional. Astfel, s-a relevant faptul că diferite arii ale creierului se activează dacă oamenii cunosc sau nu brandul consumat. Potrivit studiului, atunci când oamenii știau că aceștia consumă Coca Cola, au spus că preferă Coca Cola în detrimental Pepsi și li s-a activat lobul frontal, zonă ce coordonează atenția, controlează memoria pe termen scurt și dirijează gândirea – în special planificarea. Totuși, când aceștia nu cunoșteau brandul consumat, au raportat faptul că preferă Pepsi, activându-se o structură din sistemul limbic ce este responsabilă cu comportamentul emoțional și instinctual. De aici este evidențiat faptul că brandurile produselor folosite ca stimuli emoționali influențează activitatea corticală în cortexul ventromedial prefrontal și deci pot influența comportamentul de cumpărare. Rezultatele au relevat faptul că Pepsi deține un loc privilegiat în preferințele subconștiente ale consumatorilor, aceștia alegând Coca Cola nu din motive legate de gustul acestei băuturi, ci datorită experienței lor cu brandul Coca Cola.

## Neuroetică
Commercial Alert (2003), o organizație ce urmărește reducerea impactului negativ al publicității asupra consumatorului, consideră că neuromarketing-ul are ca scop găsirea în interiorul craniului unui buton ce activează cumpărarea.
În ceea ce privește etica, studiile în Neuromarketing nu vor permite niciodată indivizilor să manipuleze mintea consumatorilor sau să îi determine pe aceștia să achiziționeze produse de care aceștia nu au nevoie sau nu le plac. Realistic, ceea ce poate fi realizat reprezintă îmbunătățirea modului în care companiile creează și analizează mesajele publicitare astfel încât acestea să devină mai interesante, atrăgătoare și valoroase pentru audiența țintă. Scopul este de a produce modificări în cadrul companiilor și nu în rândul consumatorilor sau a  comportamentului acestora.

## Societăți
Neuromarketing Science & Business Association (NMSBA):
- Promovează interesele colective ale profesioniștilor din domeniul de neuromarketing;
- Contribuie la dezvoltarea și punerea în aplicare a orientărilor internaționale de standardizare și în disciplina neuromarketing;
- Se angajează să se ocupe de recunoașterea disciplinei și de etica profesională și codurile profesionale ce trebuie respetate;
- Promovează valoarea disciplinei neuromarketing:
- Încurajează membrii să aprofundeze cunoștințele lor de specialitate;
- Transmite rezultate recente și cunoștințe referitoare la cercetări în rândul membrilor săi;
- Transmite noutăți despre neuromarketing;
- Reunește profesioniști și oameni de știință la nivel internațional;
- Protejează interesele sociale generale legate de neuromarketing;
- Transmite informații în cadrul dezbaterilor naționale și internaționale din domeniu

Începând cu anul 2012, Neuromarketing World Forum este evenimentul anual organizat de către NMSBA ce se concentrează în întregime pe acest domeniu în curs de dezvoltare, pe cercetarea neuroștiințifică, insight-uri cu privire la consumator punerea în aplicare a rezultatelor în cadrul afacerilor. Scopul conferinței este de a aduce împreună atât persoane din cercetarea neuroștiințifică de top, cât și din aria afacerilor, pentru a discuta despre principalele provocări și oportunități în utilizarea instrumentelor de neuromarketing pentru a spori și adauga valoare cercetării de marketing. Organizatorii invită pentru participare directori de marketing, cercetători în (neuro)marketing, neurologi, directori mass-media și, desigur, persoane cu un interes profesional în neuromarketing.
- Pagina ogicială a evenimentului: Neuromarketing World Forum

## Evenimente
- Neuromarketing World Forum 2-3 Februarie, Amsterdam (Olanda) Arhivat în 11 martie 2012, la Wayback Machine.
- Advances in Business Related Scientific Research Conference, 28-30 March 2012, Venice, Italy
- Social and Affective Neuroscience Society Conference, 20-21 April 2012, New York, USA
- NeuroPsychoEconomics, 14-15 June 2012, Rotterdam, The Netherlands
- 8th Fens Forum of Neuroscience, 14-18 July 2012, Barcelona, Spain
- LCBR European Marketing Conference, 9-10 august 2012, Munich, Germany
- Measuring Behavior, 28-31 august 2012, Ultrecht, The Netherlands